# Atrasana pujoli
Atrasana pujoli är en fjärilsart som beskrevs av Sergius G. Kiriakoff 1964. Atrasana pujoli ingår i släktet Atrasana och familjen tandspinnare. Inga underarter finns listade i Catalogue of Life.